# علی لطیف
علی لطیف (انگلیسی: Ali Lateef؛ زادهٔ ۱۸ ژانویهٔ ۱۹۹۶) یک بازیکن فوتبال اهل عراق است.
وی همچنین در تیم‌های ملی فوتبال زیر ۲۰ سال عراق تیم ملی فوتبال زیر ۲۳ سال عراق و بزرگسالان عراق بازی کرده است.